# Scott F. Evans
Scott F. Evans ist ein US-amerikanischer Schauspieler und Filmschaffender.

## Leben
Evans debütierte als Filmschauspieler im Film Journey to Lasta in der größeren Rolle des Omar Gibson. In den nächsten Jahren wirkte er als Schauspieler überwiegend an Filmproduktionen mit, in denen er auch als Filmschaffender tätig war. 2010 agierte er als Regisseur und Filmeditor am Kurzfilm Comedy Traffic School, der am 8. Februar 2010 auf dem Los Angeles International Short Film Festival gezeigt wurde. Im selben Jahr fungierte er am Kurzfilm Black Rain als Filmregisseur, Drehbuchautor und Filmeditor. Der Kurzfilm wurde am 13. November 2010 auf dem New York International Independent Film and Video Festival gezeigt. 2011 übernahm er im Spielfilm Time Again die Hauptrolle des Mr. Way. Der Film wurde auf mehreren Filmfestivals gezeigt, unter anderen am 26. Juli 2011 auf dem Action On Film International Film Festival und im Jahr 2012 Boston Science Fiction Film Festival, dem Phoenix Comicon Film Festival sowie dem NewFilmmakers New York. Am 21. August 2012 erschien der Film außerdem im Videoverleih. 2023 spielte er im Film Battle of the Atlantic – America vs Russia die Rolle des August Strickland.
Evans lebt in Los Angeles.

## Filmografie (Auswahl)

### Schauspiel
- 2004: Journey to Lasta
- 2005: Alien Abduction
- 2008: Smokeless (Kurzfilm)
- 2009: Big Bag of $
- 2010: Cross (Kurzfilm)
- 2010: Black Rain (Kurzfilm)
- 2010: Devil on My Shoulder
- 2010: The Interrogation (Kurzfilm)
- 2011: Time Again
- 2011: Running (Kurzfilm)
- 2012: Nibble (Kurzfilm)
- 2013–2014: CV Nation (Fernsehserie, 2 Episoden)
- 2014: Apartment 3 (Kurzfilm)
- 2016: TroubleMan (Kurzfilm)
- 2016: The Hidden Toll (Kurzfilm)
- 2019: Roll Up Driver (Kurzfilm)
- 2020: Failed State (Kurzfilm)
- 2021: Gris (Kurzfilm)
- 2022: Accidental Squatter
- 2023: Battle of the Atlantic – America vs Russia (Top Gunner: Battle of the Atlantic)
- 2024: A Good Deal (Kurzfilm)

### Filmschaffender
- 2008: Smokeless (Kurzfilm; Kamera)
- 2008: Choices (Kurzfilm; Kamera)
- 2009: Big Bag of $ (Produktion, Regie, Drehbuch)
- 2010: Comedy Traffic School (Kurzfilm; Regie, Filmschnitt)
- 2010: Black Rain (Kurzfilm; Regie, Drehbuch, Filmschnitt)
- 2011: Kindergarten (Kurzfilm; Regie, Filmschnitt)
- 2012–2014: CV Nation (Fernsehserie, 10 Episoden; Regie, Drehbuch, Filmschnitt, Kamera)
- 2014: Shooters Stance (Fernsehserie, Episode 1x01; Produktion, Kamera)
- 2016: TroubleMan (Kurzfilm; Produktion, Drehbuch, Filmschnitt)
- 2016: Dawn’s Early Light (Fernsehserie; Produktion, Filmschnitt, Kamera)
- 2016: The Turn (Regie, Drehbuch)
- 2016: The Hidden Toll (Kurzfilm; Regie)
- 2017: H.V.T. (Kurzfilm; Produktion, Regie, Drehbuch, Filmschnitt)
- 2020: Unspoken Words (Kurzfilm; Produktion, Regie, Filmschnitt)
- 2020: Its Voice (Fernsehserie; Drehbuch, Filmschnitt)
- 2020: SMBD: Bloody Mary Edition (Fernsehkurzfilm, Filmschnitt)
- 2021: Gris (Kurzfilm; Produktion)
- 2024: A Good Deal (Kurzfilm; Produktion, Regie, Drehbuch, Filmschnitt)